# Haas en Schildpad
Haas en Schildpad werd oorspronkelijk uitgebracht door Ravensburger en is een gezelschapsspel voor 2 tot 6 spelers. Auteur is David Parlett. Het was in 1979 de eerste winnaar van Spiel des Jahres onder de Duitse titel Hase und Igel.

## Doel van het spel
Haas en Schildpad is een renspel waarbij zo snel mogelijk de finish bereikt moet worden. Tevens moet de speler de sla op tijd opeten. Je mag ook niet te veel wortelen overhouden.

## Spelprincipe
Met zijn voorraad wortelen betaalt de speler bewegingen. Korte bewegingen zijn relatief goedkoop, maar grote sprongen voorwaarts zijn erg duur. In het begin van het spel krijgt de speler een kleine voorraad, samen met drie kroppen sla.

De voorraad wortelen kan in de loop van het spel op een aantal manieren aangevuld worden. Een beurt overslaan levert 10 wortelen op. Ook achterwaarts bewegen levert wortelen op. Ten slotte kan de speler een gok wagen met een actiekaart.

Op bepaalde plaatsen kan de speler rusten om een krop sla op te eten. Dat is erg belangrijk, want aan de finish moet alle sla zijn opgegeten.

Wie aankomt mag slechts een beperkt aantal wortelen overhouden. Indien dit er te veel zijn dan kan men alleen nog terug naar achteren, wat echter nog meer wortelen oplevert. Met één grote sprong voorwaarts kan de speler dan toch nog het teveel aan wortelen kwijtraken.

## Strategie of geluk
Op het eerste gezicht lijkt het een simpel renspelletje. De bewegingen worden echter uitsluitend middels de wortelkaarten gestuurd. Een externe motor zoals een dobbelsteen is er niet. Daardoor vereist dit spel enig tactisch en rekenkundig inzicht, zeker als men de tegenspelers wil dwarszitten.

De actiekaarten zorgen voor een toevalsfactor die het spel een evenwicht tussen geluk en strategie bezorgt.